# Zamčanje
Zamčanje (cirill betűkkel Замчање), település Szerbiában, a Raškai körzet Kraljevoi községében.

## Népesség
- 1948-ban 200 lakosa volt.
- 1953-ban 226 lakosa volt.
- 1961-ben 203 lakosa volt.
- 1971-ben 138 lakosa volt.
- 1981-ben 90 lakosa volt.
- 1991-ben 72 lakosa volt.
- 2002-ben 31 lakosa volt,[1] akik mindannyian szerbek.[2]